# Giants of All Sizes
Giants of All Sizes è l'ottavo album in studio del gruppo musicale britannico Elbow, pubblicato nel 2019.

## Tracce
1. Dexter & Sinister – 6:59
2. Seven Veils – 4:36
3. Empires – 3:59
4. The Delayed 3:15 – 3:25
5. White Noise White Heat – 3:57
6. Doldrums – 3:02
7. My Trouble – 5:18
8. On Deronda Road – 4:03
9. Weightless – 4:45

## Formazione
- Guy Garvey – voce
- Craig Potter – tastiera
- Mark Potter – chitarra
- Pete Turner – basso
- Alex Reeves - batteria